# Herdenkingsmunt troonswisseling Nederland 2013
De 2 euro-dubbelportretmunt 2013 is een Nederlandse herdenkingsmunt van 2 euro geslagen ter ere van de troonswisseling op 30 april van dat jaar. De munt is geslagen in opdracht van het ministerie van Financiën en uitgevoerd door de Koninklijke Nederlandse Munt. De eerste slag voor de munt van 2013 werd verricht op 6 februari 2013 door staatssecretaris van Financiën Frans Weekers, door de muntpersen aan te zetten en daarmee de muntproductie te starten.
Van de munt worden verschillende kwaliteiten geslagen: BU (Brilliant Uncirculated), Proof en circulatie.
De munt toont vooraan koningin Beatrix en achter haar kroonprins Willem-Alexander. Beiden kijken naar links en zijn en profil afgebeeld. Op de munt staat niet de datum van de troonsbestijging, maar de datum van de aankondiging van abdicatie: 28 januari 2013. De munt is in de gehele eurozone wettig betaalmiddel.

## Specificaties
- Nominale waarde: 2 euro
- Kwaliteit: circulatie, BU en Proof
- Metaal: cupro-nikkel
- Gewicht: 8,50 g
- Diameter: 25,75 mm
- Oplage: 20 miljoen (waarvan 250.000 in UNC en 25.000 in BU)
- Randschrift: * GOD * ZIJ * MET * ONS
- Ontwerper: Pannos Goutzemisis, modelleur KNM

## Trivia
- Daar waar de dubbelportretmunt van 1980 werd uitgegeven ter ere van de troonsbestijging door Beatrix, werd de 2 euromunt geslagen vanwege de aankondiging tot abdicatie.
- Voor het Caribisch Nederland werd door De Nederlandsche Bank een herdenkingspenning (BES-dollar) geslagen bij de Koninklijke Nederlandse Munt met identieke maten en gelijksoortige kleur als 1 Amerikaanse dollar. Op de herdenkingsmunt staat een dubbelportret van koningin Beatrix en prins Willem-Alexander en de aankondigingsdatum 28 januari 2013.[4]

Herdenkingsmunten van € 2  (lijst)

'04 · '05 · '06 · '07 · '08 · '09 · '10 · '11 · '12 · '13 · '14 · '15 · '16 · '17 · '18 · '19 · '20 · '21 · '22 · '23 · '24 · '25 · '26

Gemeenschappelijke uitgiftes: 50 jaar Verdrag van Rome (2007) · 
10 jaar EMU (2009) · 
10 jaar euro (2012) · 
30 jaar Europese vlag (2015) ·
35 jaar ERASMUS-programma (2022)

Series: Luxemburgse dynastie · 
Duitse 'Bundesländer' · 
Spaanse UNESCO-Werelderfgoedlijst · 
Maltese Constitutionele Geschiedenis · 
Maltese Door kinderen met solidariteit · 
Letse Historische en Culturele Regio's · 
Maltese Prehistorische Tempels ·
Litouwse Etnografische Regio's ·
Franse Countdown naar de Olympische Zomerspelen van 2024 in Parijs ·
Duitse Bundesländer II ·
Maltese Ommuurde Steden
Meerwaardeherdenkingsmunten

België · 
Cyprus · 
Duitsland · 
Finland · 
Frankrijk · 
Griekenland · 
Ierland · 
Italië · 
Luxemburg · 
Malta · 
Nederland · 
Oostenrijk · 
Portugal · 
Slovenië · 
Slowakije · 
Spanje —
Non-EU: Monaco · 
San Marino · 
Vaticaanstad
Gulden herdenkingsmunten:

Dubbelkop 1980 · Unie van Utrecht · Voetbalvijfje

Nederlandse euro-herdenkingsmunten:

herdenkingsmunten van € 2: Erasmusmunt · Dubbelkop Beatrix-Willem-Alexander · 200 jaar koninkrijk

meerwaardeherdenkingsmunten:

Zilveren vijfjes: Vincent van Gogh Vijfje · Europamunt · Koninkrijksmunt · Vredes Vijfje · Belasting Vijfje · Australië Vijfje · Rembrandt Vijfje · Michiel de Ruyter Vijfje · Architectuur Vijfje · Manhattan Vijfje · Japan Vijfje · Max Havelaar Vijfje · Waterland Vijfje · Schilderkunst Vijfje · Muntgebouw Vijfje · WNF Vijfje · Tulpen Vijfje · Beeldhouwkunst Vijfje · Grachtengordel Vijfje · Vrede van Utrecht Vijfje · Rietveld Vijfje · Vredespaleis Vijfje · De Nederlandsche Bank Vijfje · Van Nelle Vijfje · Waterloo Vijfje · Wadden Vijfje · Jheronimus Bosch Vijfje · Stelling van Amsterdam Vijfje · Johan Cruijff Vijfje · Fanny Blankers-Koen Vijfje · Schokland Vijfje · Wageningen Universiteit Vijfje · Luchtvaart Vijfje · Beemster Vijfje · Market Garden Vijfje · Jaap Eden Vijfje

Zilveren tientjes: Huwelijksmunt · Geboortemunt · Jubileummunt · Koningstientje · Verjaardagstientje
Caribisch Nederland: BES-dollar (2011, 2013)